# Ten New Songs
Ten New Songs es el décimo álbum de estudio del músico canadiense Leonard Cohen, publicado por la compañía discográfica Columbia Records en octubre de 2001. El disco fue producido y coescrito por Sharon Robinson, quien tocó todos los instrumentos en el álbum a excepción de la guitarra en "In My Secret Life", interpretada por Bob Metzger, y de la orquestación de "A Thousand Kisses Deep", realizada por David Campbell. 
Ten New Songs, el primer trabajo discográfico de Cohen en casi una década, fue también el primer disco del músico grabado y producido digitalmente, usando el estudio personal que Cohen y Robinson comparten en Los Ángeles (California). Durante la última década, Cohen se retiró temporalmente de la música para y se recluyó en Mount Baldy Zen Center, un centro zen cerca de Los Ángeles. Dos años después, fue ordenado monje budista de la escuela Rinzai con el nombre de Jikan, que significa «silencio», y sirvió como asistente personal de Kyozan Joshu Sasaki. 
El álbum alcanzó el puesto 143 en la lista estadounidense Billboard 200 y llegó al primer puesto de las listas de discos más vendidos de Polonia, Dinamarca y Noruega. En Canadá, el álbum alcanzó el puesto cuatro de la lista Canadian Albums Chart y fue certificado como disco de platino al superar las 100 000 copias vendidas.

## Recepción
Ten New Songs obtuvo en general buenas reseñas de la prensa musical. William Euhlmann, de Allmusic, escribió: «Las canciones están llenas de despedidas, con títulos como "Alexandra Leaving" y "You Have Loved Enough", que describen con precisión el tono, concluyendo con la oración de despedida "The Land of Plenty", que reprocha suavemente a la sociedad de consumo que el poeta siempre ha rechazado y participado. Incluso en la quietud del catálogo de Cohen, el resultado parece una coda».

## Lista de canciones
Todas las canciones escritas y compuestas por Leonard Cohen y Sharon Robinson. 
| N.º | Título                    | Duración |  |
| 1.  | «In My Secret Life»       | 4:55     |  |
| 2.  | «A Thousand Kisses Deep»  | 6:29     |  |
| 3.  | «That Don't Make It Junk» | 4:28     |  |
| 4.  | «Here It Is»              | 4:18     |  |
| 5.  | «Love Itself»             | 5:26     |  |
| 6.  | «By the Rivers Dark»      | 5:20     |  |
| 7.  | «Alexandra Leaving»       | 5:25     |  |
| 8.  | «You Have Loved Enough»   | 5:41     |  |
| 9.  | «Boogie Street»           | 6:04     |  |
| 10. | «The Land of Plenty»      | 4:35     |  |

## Personal
- Leonard Cohen: voz
- David Campbell: orquestación
- Bob Metzger: guitarra
- Sharon Robinson: todos los instrumentos

## Posición en listas
| País              | Lista                      | Posición |
| ----------------- | -------------------------- | -------- |
| Alemania          | Media Control Top-50 Chart | 16       |
| Austria           | Ö3 Austria Top 40          | 5        |
| Bélgica (Valonia) | Ultratop 200 Albums        | 6        |
| Bélgica (Flandes) | Ultratop 200 Albums        | 3        |
| Canadá            | Canadian Albums Chart      | 4        |
| Dinamarca         | Danish Albums Chart        | 2        |
| Estados Unidos    | Billboard 200              | 143      |
| Estados Unidos    | Top Digital Albums         | 13       |
| Finlandia         | Albums Top 50              | 35       |
| Francia           | SNEP Albums Chart          | 3        |
| Italia            | Top 100 Artisti            | 4        |
| Noruega           | VG-lista Top 40 Albums     | 1        |
| Países Bajos      | Mega Albums Top 100        | 18       |
| Reino Unido       | UK Albums Chart            | 26       |
| Suecia            | Albums Top 60              | 3        |
| Suiza             | Hit Parade Top 100         | 10       |